# Hossam Salama
Hossam Salama (tiếng Ả Rập Ai Cập: حسام سلامة; sinh ngày 15 tháng 11 năm 1983), hay Hossam Paulo (tiếng Ả Rập Ai Cập: حسام باولو), hay đơn giản Paulo, là một cầu thủ bóng đá người Ai Cập, thi đấu cho câu lạc bộ Ai Cập Al Ittihad và đội tuyển quốc gia Ai Cập ở vị trí tiền đạo.

## Danh hiệu

### Zamalek
- Siêu cúp bóng đá Ai Cập: 2016

### Cá nhân
- Giải bóng đá ngoại hạng Ai Cập top goalscorer (2): 2014–15 (20 bàn), 2015–16 (17 bàn).